# Principal Galaxies Catalogue

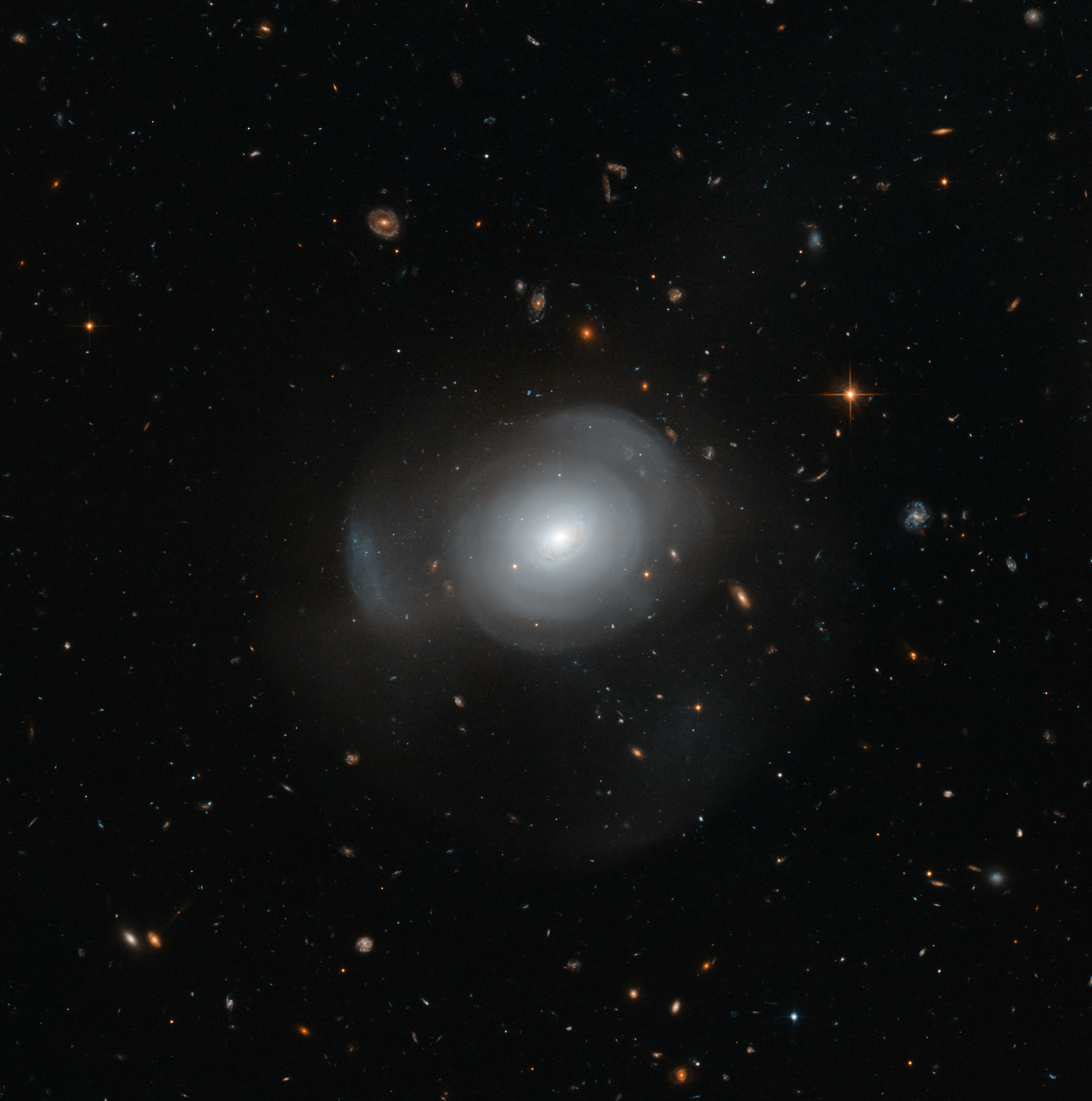
Hubble-bild av PGC 6240 (elliptisk galax).

Principal Galaxies Catalogue (PGC) är en astronomisk katalog över galaxer som publicerades år 1989, med information om 73 197 objekt inklusive plats, morfologisk klassificering, skenbar magnitud, radialhastighet och identifiering i andra astronomiska kataloger över galaxer.